# Gyenesdiás
Gyenesdiás là một làng thuộc hạt Zala, Hungary. Làng này có diện tích 18,5 km², dân số năm 2010 là 3624 người, mật độ 196 người/km².